# Synegia omissa
Synegia omissa är en fjärilsart som beskrevs av W. Warren 1894. Synegia omissa ingår i släktet Synegia och familjen mätare. Inga underarter finns listade i Catalogue of Life.